# Chaîne du Lomont
Ne doit pas être confondu avec Lomont.
La chaîne du Lomont, ou monts du Lomont, est une chaîne montagneuse du massif du Jura, située dans le département du Doubs en France. Son histoire est marquée par des maquis de résistance. Il est le site d’implantation du parc éolien du Lomont.

## Géographie

### Situation
La chaîne du Lomont est orientée est-ouest. Elle est située dans la partie nord du Doubs, dans une zone vallonnée et forestière, et marque la limite septentrionale du Jura Plissé en région Bourgogne-Franche-Comté dans le Grand Est français. Elle constitue le maillon septentrional des 5 faisceaux du rebord des plateaux  jurassiens. Elle s’allonge sur 23 kilomètres de Baume-les-Dames à Pont-de-Roide, où le Doubs la franchit par une cluse, puis vers la Suisse.

### Topographie
Située dans une zone vallonnée et forestière, le point culminant de la chaîne se situe à 844 mètres d’altitude au nord  de Vellerot-lès-Belvoir. Le fort du Lomont a été construit sur une autre éminence au nord de Chamesol.

### Géologie
Ce massif marque la limite septentrionale du Jura plissé. Son sous-sol est constitué de Lias recouvert de Dogger.

## Histoire
Durant la Seconde Guerre mondiale, les maquis du Lomont jouèrent un rôle important dans la Résistance.

## Activités

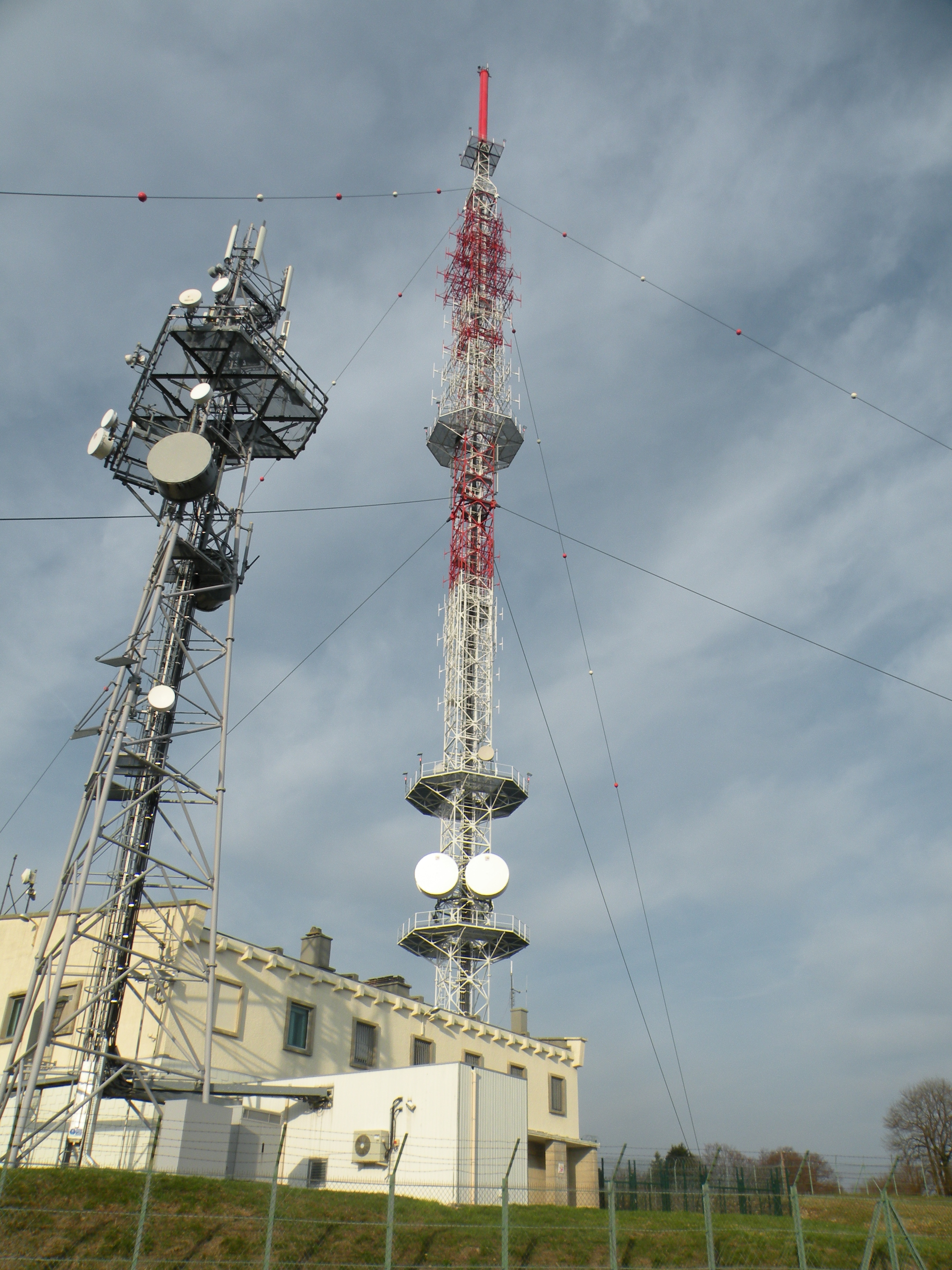
L'émetteur TDF de Vellerot-lès-Belvoir.

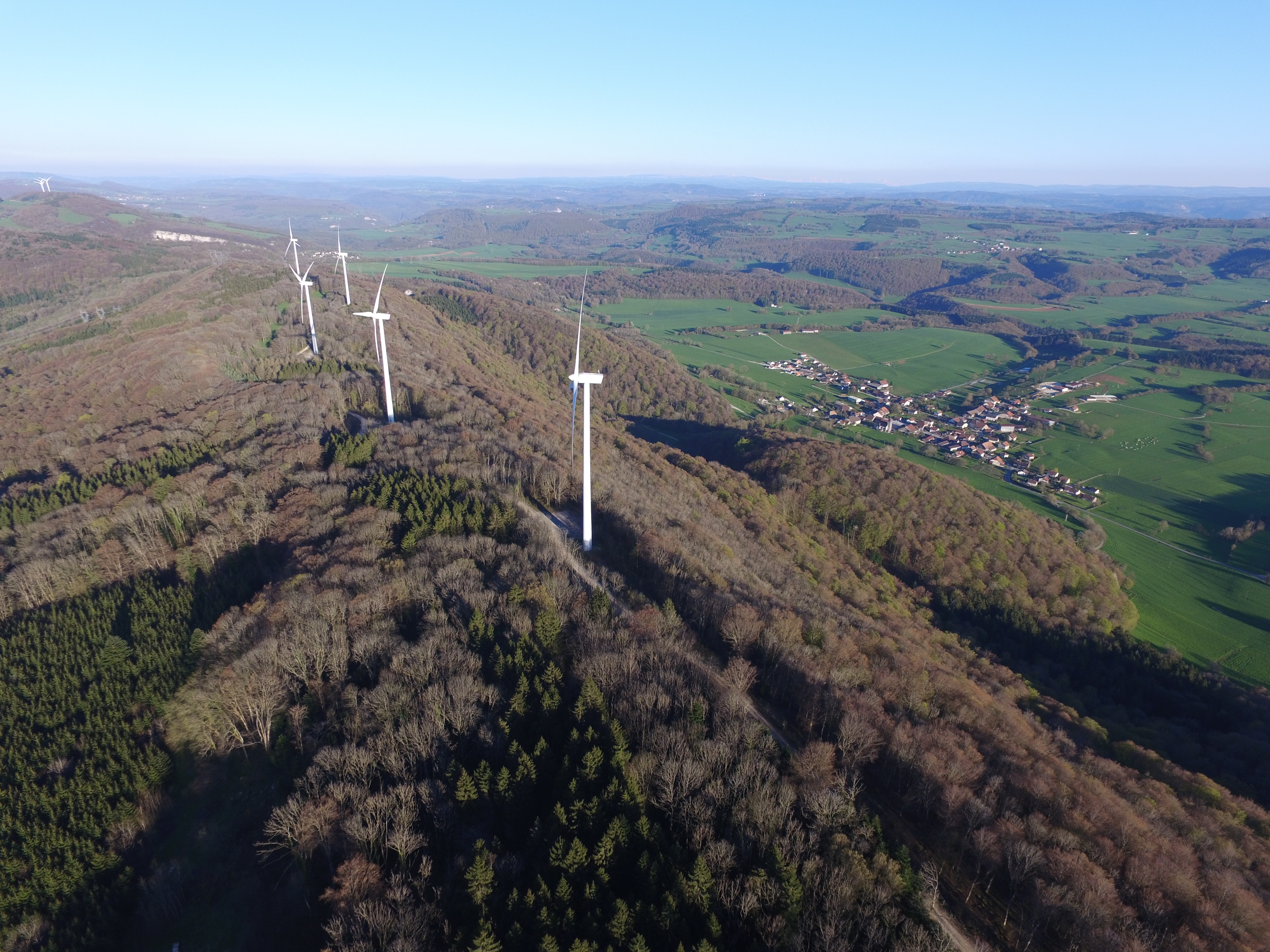
Vue du parc éolien.

### Télécommunication
Une antenne TDF (émetteur de Vellerot-lès-Belvoir) est située au sommet de la montagne. Elle dessert Montbéliard, Besançon et les environs.

### Production électrique
Un parc éolien (20 éoliennes en 3 groupes) est implanté sur les hauteurs du massif dont il porte le nom et assure une production d'électricité.

### Tourisme
Des sentiers pédestres permettent la pratique de la randonnée.